# ГЕС Рондон II
ГЕС Рондон II — гідроелектростанція на південному заході Бразилії у штаті Рондонія. Використовує ресурс річки Комемораціон, що є лівим витоком Rio Barao de Melgaco, а та в свою чергу становить правий витік Жипарани (впадає праворуч у праву притоку Амазонки Мадейру).
В межах проекту річку перекрили комбінованою земляною та кам'яно-накидною греблею висотою 18,5 метра та довжиною 1108 метрів. Вона утримує водосховище з площею поверхні 83,8 км2 та об'ємом 478 млн м3 (корисний об'єм 286 млн м3), в якому можливе коливання рівня поверхні між позначками 264 та 268 метрів НРМ.
Зі сховища ресурс подається через прокладений по правобережжю дериваційний канал довжиною 3,8 км, який переходить у напірний водовід довжиною менш ніж 0,3 км та діаметром 6,2 метра. Останній подає воду до машинного залу, обладнаного трьома турбінами типу Френсіс потужністю по 24,5 МВт, які при напорі у 57,6 метра забезпечують виробництво 369 млн кВт-год електроенергії на рік. Відпрацьована вода повертається в річку по відвідному каналу довжиною 0,2 км.
Під час спорудження станції здійснили виїмку 2,3 млн м3 (в тому числі 244 тис. м3 скельних порід), облаштували земляні споруди об'ємом 0,85 млн м3 та використали 177 тис. м3 бетону.
Видача продукції відбувається по ЛЕП, розрахованій на роботу під напругою 138 кВ.